# Gabriel Puig Roda

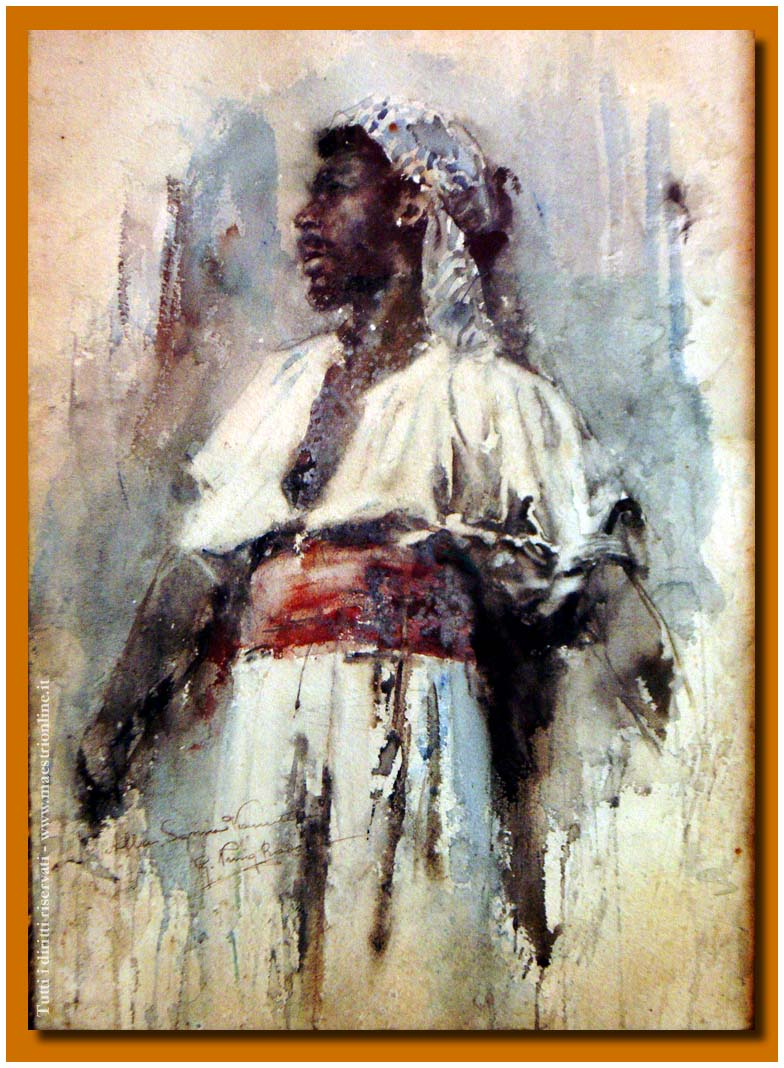
Hombre con ropa árabe, de Puig Roda (1891). Artur Ramon Art, Barcelona.

Gabriel Puig Roda (Tírig, 18 de marzo de 1865 - Vinaroz, 21 de noviembre de 1919) fue un pintor costumbrista de la Comunidad Valenciana, España.
Hijo de una familia campesina, en 1879 ingresó en la Real Academia de San Carlos por el consejo de sus padres y maestros. Más tarde, cuando ya se planeaba su vuelta al pueblo por agotar los pocos fondos de que disponía, atrajo la atención y obtuvo el mecenazgo de Enrique Bosch, barón de la Casa Blanca, quien fue su primer director comercial y le ayudó a obtener el favor de Vicente Ruiz Vila, presidente de la Diputación de Castellón. Esta institución le permitió estudiar en la Real Academia de San Fernando, en Madrid. Después, la Diputación le becó nuevamente para ir a Roma, donde se estableció en 1889.
En Roma perfeccionó la pintura con acuarela, lo que más tarde se apreciará en su obra con el influjo italiano. Al inicio de la década de 1890 obtuvo cierto renombre en diversos círculos artísticos, de tal suerte que le fueron fáciles de vender muchas de sus obras y desarrollar su profesión. Tras finalizar su estancia en la capital italiana recorrió el país, en especial las ciudades con mayor tradición artística, lo que le permitió un gran conocimiento de la pintura italiana de todas las épocas. En sus viajes se mezclan los retratos, paisajes y rincones de las ciudades que van conformando su obra. En 1893 regresó brevemente a España, volviendo a Roma en 1894. Su obra, ya estable y madura, destaca por la doble influencia de la pintura de Mariano Fortuny con ciertos ambientes orientales, y el aire costumbrista, notablemente bajo el influjo de la literatura de la época. Vuelto a España y tras su paso por Barcelona, se instaló definitivamente en Vinaroz, lugar donde murió. Una parte importante de su obra se puede contemplar en la diputación de Valencia y en la de Castellón.